# KIRREL
KIRREL‏ (Kirre like nephrin family adhesion molecule 1) هوَ بروتين يُشَفر بواسطة جين KIRREL في الإنسان.